# إيفان دراغيشيفيتش
إيفان دراغيشيفيتش هو لاعب كرة قدم صربي في مركز الدفاع، ولد في 21 أكتوبر 1981 في بانتشيفو في صربيا. لعب مع بي أيه إس كيه بيوغراد ودينامو بانتشيفو ورادنيتشكي نيش ونابريداك كروشيفاتس وناتسبيرنوفلاغ أكوريرار ونادي بوراتس بانيا لوكا ونادي داماش غيلان ونادي راهيان كرمانشاه ونادي كهر دورود لرستان ونادي موغرن ونادي ياغودينا.

## وصلات خارجية
- إيفان دراغيشيفيتش على موقع قاعدة بيانات كرة القدم.إي يو (الإنجليزية)
- إيفان دراغيشيفيتش على موقع Soccerway.com (الإنجليزية)
- إيفان دراغيشيفيتش على موقع عالم كرة القدم.نت (الإنجليزية)